# Cesare Solini
Cesare Solini, noto anche con lo pseudonimo di Phil Anderson (...), è un fumettista italiano.

## Biografia
Negli anni trenta lavorò come sceneggiatore di fumetti per la Casa Editrice Nicolli realizzando nel 1938 due episodi della serie dell'Arciere Nero e poi, per le Edizioni Juventus, scrisse una ventina di storie per la serie I racconti del mare , disegnati da Carlo Cossio che saranno poi ristampati negli anni ottanta e duemila.
In quegli anni pubblicò anche alcuni romanzi gialli.
Nei primi anni quaranta scrive una vasta produzione per la serie Le più belle fiabe edita delle Edizioni Alpe oltre a molte storie della serie Volpe, disegnate da Giovanni Scolari, Le aquile di Roma, Avventure di Volpino, Lo spalto degli eroi, Le vie dell'impero e Saetta; per la collana antologica Gli albi della fantasia scrive, dal 1942 al 1943, 64 numeri della serie di Cucciolo oltre a scrivere trasposizioni a fumetti di fiabe classiche e di romanzi epici.
Nel dopoguerra realizza una vasta produzione di storie a fumetti per vari editori; per le Edizioni U.P. di Gino Pesavento scrive Testa di marmo e, per l'editrice Stellissima, due albi western e I fuorilegge dell'Utah; per le Edizioni Juventus, con lo pseudonimo Phil Anderson, idea nel 1946 l'eroe mascherato Amok, disegnato da Antonio Canale, pubblicato sulla Collana avventure e mistero; dal 1946 al 1948 scrive le prime quattro storie della serie Fulmine Mascherato e una decina di albi della serie di Zorro, disegnata da Guido Zamperoni e Giuseppe Perego per la Juventus; collabora poi con Andrea Lavezzolo alla serie Zambo delle Edizioni Vulcania, disegnata da Carlo Cossio e Guido Zamperoni e, per la Nuova Imperia realizza nel 1947 tre albi verticali di grande formato della serie Tex Moro e, nel 1948, per il settimanale Il Nuovo della Nuova Aurora scrive la serie Ramon Jack e Chico disegnata da Paolo Piffarerio; dal 1947 al 1948, scrive i testi per la serie Ciclone, ideata e disegnato da Carlo Cossio e poi da Giuseppe Cappadonia. Collabora con La vispa Teresa, un'importante testata del periodo scrivendo nel 1947 la serie western Luna d'argento.
Pubblica poi a puntate nel 1950, in appendice alla serie Superalbo Mensile delle Edizioni Ippocampo, l'episodio conclusivo della serie Amok, Il drago rosso, disegnato sempre da Canale; per le Edizioni Alpe pubblica nel 1951-1952, nella serie Belle Avventure, 33 albi a strisce disegnati da Leone Cimpellin della serie Ambrogino Villa e Il tamburino del re. Poi, nel 1952, scrive la serie Il Dominatore del West, disegnata da Nicola Del Principe e pubblicata sempre su Belle Avventure. Nel 1953 scrive una serie su Guglielmo Tell disegnata da Antonio De Vita pubblicata sulla collana Rodeo delle Edizioni Alpe e, nel 1954, Fricandò, disegnata da Antonio Terenghi e pubblicata sulla serie Pony delle Edizioni Diamante. Nello stesso periodo collabora a Selezione dello scolaro dei Fratelli Fabbri Editori. Scrive inoltre testi per Selezione dei ragazzi. Nel 1956 per l'editrice Alpe realizza la serie Le nuove avventure di Pecos Bill, con una personale interpretazione del personaggio di Pecos Bill disegnata da Pietro Gamba.
Nel 1961 ìdea la serie Yor, l'ultimo incas; disegnato da Cossio e Thor nel 1967 ma pubblicato dal 1968 in appendice alla serie del Comandante Mark delle Edizioni Araldo. Diventa direttore nel 1968 di due riviste fotografiche mensili, Playcinema delle Edizioni Cervinia e Slip delle Edizioni Tab. Nel 1963 acquisisce i diritti di Zembla, una serie a fumetti di genere tarzanide ideata da Marcel Navarro e ne pubblica con la propria casa editrice, "Astra", una versione italiana scritta da lui con Attilio Mazzanti e Maurizio Torelli e disegnata da Augusto Pedrazza, Franco Oneta e Pietro Gamba che venne pubblicata contemporaneamente in Italia e in Francia.
Per la Edifumetto scrive nel 1975 il romanzo Il bacio del vampiro firmandosi Phill Andersen.